# Bilsthorpe
 (août 2023).
Bilsthorpe est une paroisse civile et un village du Nottinghamshire, en Angleterre.